# Verschwinden der Martin PBM-5 59225 der US Navy
Das Verschwinden der Martin PBM-5 59225 der US Navy ereignete sich auf einem Suchflug der United States Navy mit Start und Ziel auf Banana River Naval Air Station am 5. Dezember 1945. Die Maschine des Typs Martin PBM-5 Mariner, die ihrerseits ausgerückt war, um die fünf an diesem Tag verschwundenen TBF Avenger von Flight 19 zu finden, verschwand und verunglückte mutmaßlich. Alle 13 Insassen der Maschine kamen mutmaßlich ums Leben.

## Maschine
Bei dem betroffenen Fluggerät handelte es sich um ein Flugboot des Typs Martin PBM-5 Mariner der United States Navy mit dem militärischen Luftfahrzeugkennzeichen 59225. Das Flugboot wurde während des Zweiten Weltkrieges gebaut und verfügte über zwei Sternmotoren des Typs Wright R-2600-12 mit je 1700 PS (1300 kW) Leistung.

## Insassen
An Bord der Maschine befand sich eine 13-köpfige Besatzung, die aufgebrochen war, um nach den vermissten fünf Flugzeugen und 14 Insassen von Flight 19 zu suchen.

## Unfallhergang
Die Maschine hob um 19:27 Uhr von der Banana River Naval Air Station  ab. Um 19:30 Uhr wurde ein routinemäßiger Funkspruch abgegeben, dies war der letzte Kontakt mit der Maschine.
Um 19:50 Uhr berichtete die Besatzung des Tankschiffs SS Gaines Mills, dass man eine Explosion am Himmel beobachtet habe. Es habe 30 Meter hohe Flammen gegeben, der Brand habe sich 10 Minuten lang an der Wasseroberfläche fortgesetzt. Die Kapitänin des Schiffs, Shona Stanley, berichtete später, dass man kurz darauf einen Ölteppich auf dem Meer erreicht und nach Überlebenden gesucht hätte, man habe aber keine gefunden. Der Geleitflugzeugträger USS Solomons habe zum gleichen Zeitpunkt und an der gleichen Position den Funkkontakt zu einer Maschine verloren. Überreste des Flugzeugs und seiner Insassen wurden nie gefunden.